# Liste der Baudenkmale in Havelaue
In der Liste der Baudenkmale in Havelaue sind alle denkmalgeschützten Bauten der brandenburgischen Gemeinde Havelaue und ihrer Ortsteile aufgelistet. Grundlage ist die Veröffentlichung der Landesdenkmalliste mit dem Stand vom 31. Dezember 2021.

## Baudenkmale in den Ortsteilen
In den Spalten befinden sich folgende Informationen:
- ID-Nr.: Die Nummer wird vom Brandenburgischen Landesamt für Denkmalpflege vergeben. Ein Link hinter der Nummer führt zum Eintrag über das Denkmal in der Denkmaldatenbank. In dieser Spalte kann sich zusätzlich das Wort Wikidata befinden, der entsprechende Link führt zu Angaben zu diesem Denkmal bei Wikidata.
- Lage: die Adresse des Denkmales und die geographischen Koordinaten. Link zu einem Kartenansichtstool, um Koordinaten zu setzen. In der Kartenansicht sind Denkmale ohne Koordinaten mit einem roten beziehungsweise orangen Marker dargestellt und können in der Karte gesetzt werden. Denkmale ohne Bild sind mit einem blauen bzw. roten Marker gekennzeichnet, Denkmale mit Bild mit einem grünen beziehungsweise orangen Marker.
- Bezeichnung: Bezeichnung in den offiziellen Listen des Brandenburgischen Landesamtes für Denkmalpflege. Ein Link hinter der Bezeichnung führt zum Wikipedia-Artikel über das Denkmal.
- Beschreibung: die Beschreibung des Denkmales
- Bild: ein Bild des Denkmales und gegebenenfalls einen Link zu weiteren Fotos des Baudenkmals im Medienarchiv Wikimedia Commons

### Gülpe
| ID-Nr.                           | Lage                        | Bezeichnung                                                                  | Beschreibung | Bild           |
| -------------------------------- | --------------------------- | ---------------------------------------------------------------------------- | --- | -------------- |
| 09150673 Wikidata                | Kirchplatz 8 (Lage)         | Dorfkirche Gülpe mit Kirchhofsmauer                                          | Zwei Vorgängerbauten wurden durch Brand zerstört; daraufhin 1775 ein Fachwerk-Neubau fertiggestellt. 1865 wurde der neuromanische Kirchturm aus roten Ziegeln mit Zeltdach ergänzt. 1885 wurde auch das Kirchenschiff in neuromanischen Formen umgestaltet. Im Innern befindet sich eine Lütkemüller-Orgel von 1849, die gesondert unter Schutz steht. Ebenfalls gesondert unter Schutz steht eine Glocke, die 1777 gegossen wurde. | weitere Bilder |
| 09150674 Teilobjekt zu: 09150673 | Kirchplatz 8 (Lage)         | Orgel                                                                        | Der Orgelbauer war Friedrich Hermann Lütkemüller. | BW             |
| 09150675 Teilobjekt zu: 09150673 | Kirchplatz 8 (Lage)         | Glocke                                                                       | Dei Glocke wurde 1777 von Johann Friedrich Thiele aus Berlin gegossen. | BW             |
| 09150101 Wikidata                | (Lage)                      | Nadelwehr mit Schützenwehr und Kahnschleuse der Gülper Havel, bei km 127,620 | | weitere Bilder |
| 09150586 Teilobjekt zu: 09150101 | (Lage)                      | Schleuse                                                                     | Die Kammerschleuse wurde von 1910 bis 1912 gebaut. | Schleuse       |
| 09150524                         | Straße am Neubau 7/8 (Lage) | Doppelwohnhaus                                                               | | Doppelwohnhaus |

### Parey
| ID-Nr.                           | Lage                        | Bezeichnung                   | Beschreibung | Bild                         |
| -------------------------------- | --------------------------- | ----------------------------- | --- | ---------------------------- |
| 09150998 Wikidata                | (Lage)                      | Dorfkirche mit Kirchhofsmauer | | weitere Bilder               |
| 09150999 Teilobjekt zu: 09150998 | (Lage)                      | Orgel                         | Die Orgel wurde 1869 im Stil der Neogotik erbaut.                                                                                              | BW                           |
| 09151000 Teilobjekt zu: 09150998 | (Lage)                      | Glocke                        | Die Glocke wurde 1578 gegossen. Die Inschrift lautet: verbum ʘ domini ʘ manet ʘ ine ʘ ternum [aeternum] ʘ anno ʘ domini ʘ m ʘ ccccc ʘ lxxviii. | BW                           |
| 09151001 Teilobjekt zu: 09150998 | (Lage)                      | Glocke                        | Die Glocke wurde 1922 von der Glockengießerei Schilling in Apolda gegossen.                                                                    | BW                           |
| 09150254                         | Pareyer Dorfstraße 6 (Lage) | Kuppelbackofen mit Hüttenbau  | | Kuppelbackofen mit Hüttenbau |
| 09150862 Teilobjekt zu: 09150254 | Pareyer Dorfstraße 6 (Lage) | Backofen                      | | BW                           |

### Prietzen
| ID-Nr.   | Lage                         | Bezeichnung                  | Beschreibung | Bild                         |
| -------- | ---------------------------- | ---------------------------- | ------------ | ---------------------------- |
| 09150272 | An der Mühle (Lage)          | Bockwindmühle, am Gülper See |              | Bockwindmühle, am Gülper See |
| 09150718 | Prietzener Dorfstraße (Lage) | Dorfkirche                   |              | weitere Bilder               |

### Spaatz
| ID-Nr.   | Lage                        | Bezeichnung       | Beschreibung | Bild           |
| -------- | --------------------------- | ----------------- | ------------ | -------------- |
| 09150363 | Spaatzer Hauptstraße (Lage) | Dorfkirche Spaatz |              | weitere Bilder |

### Strodehne
| ID-Nr.            | Lage                   | Bezeichnung                            | Beschreibung | Bild                                   |
| ----------------- | ---------------------- | -------------------------------------- | --- | -------------------------------------- |
| 09150369          | (Lage)                 | Gedenkstein für die Binnenschifffahrt  | | Gedenkstein für die Binnenschifffahrt  |
| 09150676          | Backofenberg 16 (Lage) | Pfarrhaus                              | | Pfarrhaus                              |
| 09150368          | Gahlberg (Lage)        | Bockwindmühle                          | | Bockwindmühle                          |
| 09150513          | Gahlberg (Lage)        | Nadelwehr und Kahnschleuse Gahlberg    | | weitere Bilder                         |
| 09150695 Wikidata | Großdorf (Lage)        | Dorfkirche Strodehne                   | Die evangelische Kirche wurde in den Jahren 1902/1903 im neuromanischen Stil erbaut. Bei dem Bau wurde ein Westturm des Vorgängerbaues verwendet. Dieser stammt aus dem Jahr 1794. Im Inneren befindet sich eine Holzdecke. | weitere Bilder                         |
| 09150370          | Kleindorf 8 (Lage)     | Gehöft mit Wohnhaus, Scheune und Stall | | Gehöft mit Wohnhaus, Scheune und Stall |
| 09150371          | Kleindorf 12 (Lage)    | Gehöft mit Wohnhaus und Stall          | | Gehöft mit Wohnhaus und Stall          |

### Wolsier
| ID-Nr.            | Lage               | Bezeichnung                                          | Beschreibung | Bild           |
| ----------------- | ------------------ | ---------------------------------------------------- | --- | -------------- |
| 09150389 Wikidata | Hauptstraße (Lage) | Dorfkirche Wolsier                                   | Die evangelische Dorfkirche wurde 1752 errichtet, das Westportal kam 1888 hinzu. Im Inneren eine Orgel aus dem Jahre 1866. Die Taufe stammt aus der Zeit Ende des 17. Jahrhunderts. | weitere Bilder |
| 09150390 Wikidata | (Lage)             | Grabstätte für zwei Zwangsarbeiter, auf dem Friedhof | bewidmet ist das Grab mit 2 unbekannte polnische Soldaten † 2.5.1945 | weitere Bilder |